# Castillo de Santa Ana (Oliva)
El Castillo de Santa Ana es una fortaleza situada en Oliva (Valencia). Es Bien de Interés Cultural con registro ministerial R-I-51-0010909 de 24 de octubre de 2002.

## Historia
En 1528 las Cortes de Monzón acordaron la construcción de defensas para la protección del litoral frente a los piratas berberiscos que realizaban correrías por la costa valenciana con el apoyo de los habitantes moriscos descontentos. No fue hasta 1575 que Felipe II encargó al virrey de Valencia, Vespasiano Gonzaga y Colonna, el estudio de la defensa de la costa, estudio que llevó a la construcción de diversas fortificaciones como la del castillo de Santa Ana en Oliva. Gonzaga critica en su estudio la situación de las defensas de la ciudad, que eran escasas, antiguas y faltas de suministro de agua.

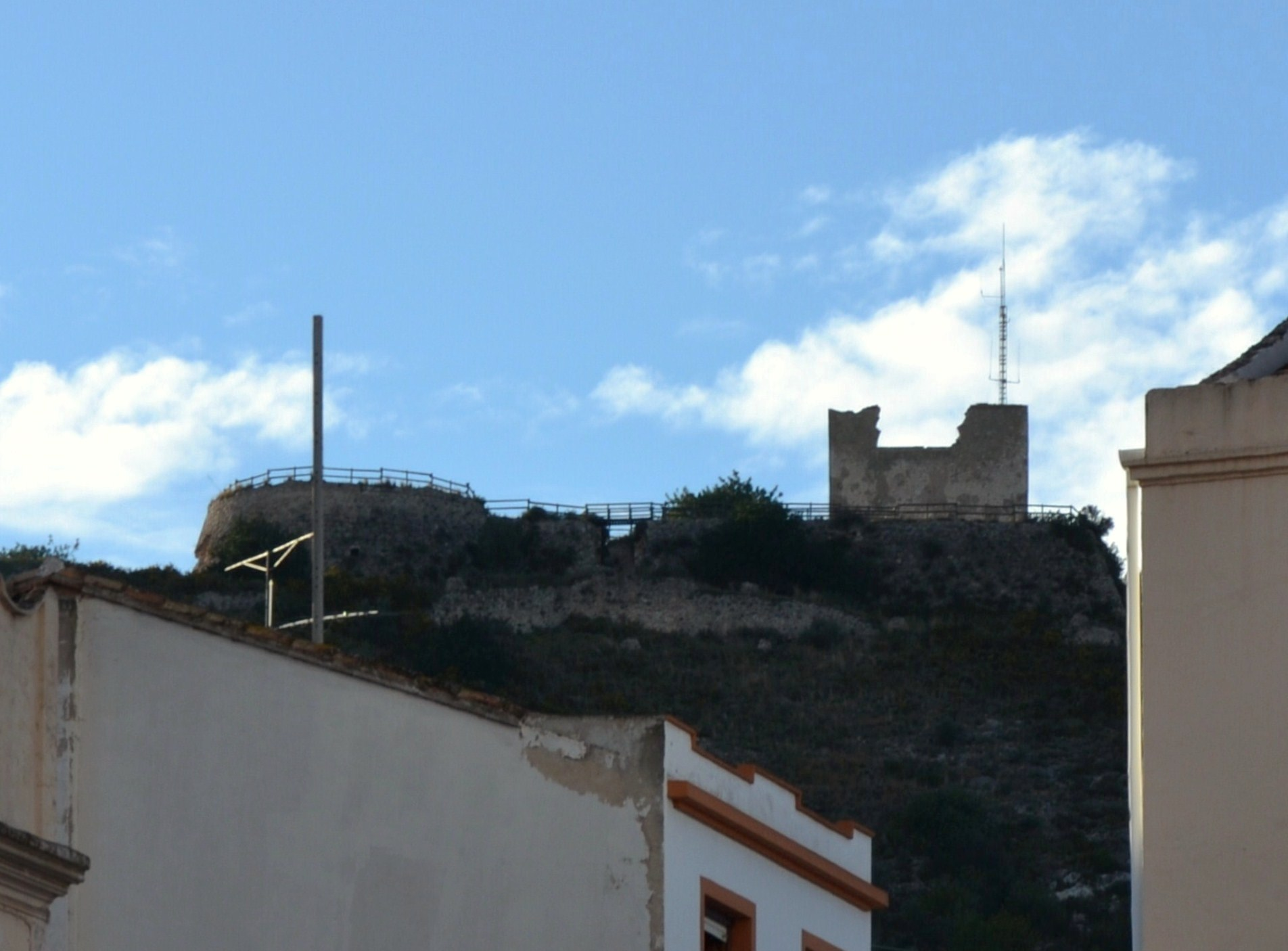

En 1585 ya se había dispuesto el nuevo castillo, construido en una colina sobre el emplazamiento de una antigua ermita dedicada a Santa Ana. Por las manifestaciones del propio Gonzaga se conoce la dotación de armas, compuesta de siete piezas: media culebrina, dos sacres, dos medios sacres y dos morteros; así como la de municiones: 500 piezas de hierro y 30 piedras para morteros. En el mismo documento se dice que el edificio aún estaba inacabado, teniendo la torre sudeste acabada, mientras que a la noroeste le faltaban las bóvedas y el parapeto.
El castillo permaneció en servicio durante el siglo XVII. Sus funciones eran la vigilancia de la costa y la de la morería local que se extendía en sus proximidades.

## Descripción
Situado sobre el cerro de Santa Ana, el castillo es de planta rectangular de 43,50 x 34,70 metros, con dos torres de planta circular muy ataluzada en sus extremos noroeste y sureste. El material de construcción es piedra extraída de una cantera próxima.
Los elementos defensivos, excepto por algunas aspilleras oblicuas a los muros y que vigilan puntos concretos del perímetro, se concentran en las torres. Se trata de troneras y elementos similares de menor tamaño, cuya función es permitir el tiro de la artillería, al tratarse de una fortaleza renacentista.
El acceso se realizaba por una rampa acodada que daba al este.
Ha llegado hasta el siglo XXI el aljibe para el suministro de agua de la fortaleza, y existen restos de muros que pertenecieron a las diversas dependencias propias de este tipo de edificios, como alojamientos para la guarnición y almacenes de pólvora. La cubierta del aljibe fue sustituida en el siglo XVIII.
A principios del siglo XXI el conjunto es accesible al público y alberga también un repetidor radioeléctrico.